# Загартовуваність
Загарто́вуваність (англ. hardening capacity) сталі — здатність сталі набувати в результаті загартування високої твердості (структури мартенситу). Не слід плутати з прогартовуваністю, яка характеризує спроможність гартуватися на визначену глибину.
Загартовуваність визначається головним чином кількістю вуглецю в сталі, наприклад при збільшенні вмісту вуглецю з 0,3 до 0,7% твердість вуглецевої сталі після гартування зростає з 30 до 65 HRC (подальше збільшення вмісту вуглецю не спричиняє за собою зростання твердості). При вмісті вуглецю менше від 0,4% загартовуваність підвищують легуванням сталі нікелем, манганом, хромом, кремнієм.
Зміцнення при гартуванні сталі на мартенсит — це результат дії трьох механізмів гальмування дислокацій: дислокаційного, твердорозчинного і дисперсійного.
Дислокаційне зміцнення пов'язане з фазовим (внутрішнім) наклепом, що супроводжує γ → α перетворення у зв'язку зі збільшенням об'єму матеріалу при перепакуванні із ГЦК в ОЦК ґратку. При цьому створюється характерна мікро- і субмікроструктура: велике число кристалів мартенситу всередині кожного аустенітного зерна, субмікроскопічні розміри блоків всередині цих кристалів; неоднорідна пружна деформація кристалів; закономірний орієнтацій ний зв'язок у кристалах.
Твердорозчинне і дисперсійне зміцнення пов'язане з наявністю вуглецю й утворенням при гартуванні пересиченого твердого розчину, атмосфер Коттрелла на дислокаціях і виділенням з α-розчину дисперсних карбідів. Саме утворення пересиченого твердого розчину — головна причина зміцнення при гартуванні сталі. Загартовані маловуглецеві (< 0,2% C) сталі мають задовільну пластичність.